# Autobahnknoten Szczecin-Kijewo
Der Autobahnknoten Szczecin-Kijewo (polnisch: Węzeł autostradowy Szczecin-Kijewo) liegt im Osten der polnischen Stadt Stettin in der Woiwodschaft Westpommern. Er verbindet die polnische Autobahn A6 und Schnellstraße S3 (Nord-Süd-Achse) mit der Landesstraße 10 (West-Ost-Achse) miteinander und stellt somit einen wichtigen Knotenpunkt im Stettiner Raum dar. In Zukunft soll die Schnellstraße S10 hier beginnen und die Landstraße 10 in östliche Richtung ersetzen.

## Geschichte
Der Bau des Knotens erfolgte 1937 mit der Reichsautobahn Berlin–Königsberg. Jedoch war der Knoten, der zu diesem Zeitpunkt den Namen Stettin-Altdamm trug, nur als halbes Kleeblatt ausgeführt. In den 1970er/1980er Jahren wurde der Knoten im Zuge der Erweiterung der Landesstraße 10 um eine zweite Fahrbahn zum vollen Kleeblatt ausgebaut. Da dieser Knoten nicht über die geometrischen Parameter einer Autobahn verfügte, wurde der Knoten von 2017 bis 2022 umgebaut. Während des Umbaus kam es zu Schwierigkeiten mit der Energopol Szczecin SA, weshalb der Vertrag im Herbst 2019 gekündigt werden musste. Nach neuen Ausschreibungen konnten die Arbeiten weitergeführt und schlussendlich beendet werden.
In Zukunft soll an diesem Knoten die Schnellstraße S10 beginnen, die die jetzige Landstraße 10 am südwestlichen Ende direkt anschließend ersetzen und nach Südosten führen soll. Bei Płońsk (1941 bis 1945 deutsch Plöhnen) etwa 60 Kilometer nordwestlich von Warschau wird sie in die Schnellstraße S7 übergehen.

## Aktueller Stand
Folgende Richtungen stehen derzeit zur Auswahl:
- Autobahn A6 in nördlicher Richtung zum Knoten Rzęśnica
- Schnellstraße S3 in nördlicher Richtung bis Świnoujście
- Autobahn A6 in südwestlicher Richtung bis zur Grenze mit Deutschland
- Schnellstraße S3 in südwestlicher Richtung bis Zielona Góra
- Landesstraße 10 in westlicher Richtung bis Stettin-Mitte
- Landesstraße 10 in östlicher Richtung bis Bydgoszcz